# Pont de la Guillotière
Le pont de la Guillotière, dénommé aussi autrefois pont du Rhône est le plus ancien des ponts lyonnais franchissant le Rhône.

## Histoire

### Premier pont (XIIesiècle)
Ce pont est une des grandes affaires d'aménagement urbain du XIIIe siècle à Lyon. 
Entamé à la fin du XIIe siècle, le chantier est financé par des dons, des legs et des offrandes faites à la chapelle édifiée à l'extrémité du pont sur la rive gauche. Achevé en 1183, le premier pont (en bois) s'effondre sous le passage des croisés en 1190, peu après le passage de Philippe Auguste et de Richard Cœur de Lion. Affecté par cet accident et la mort d'une partie de sa suite, le roi Richard donne l'autorisation aux religieux chargés de la garde du pont d'aller quêter en Angleterre pour sa réfection. 

### Deuxième  pont (XIIIesiècle)
Reconstruit en partie en pierre et en partie en bois, il subit tout le long du siècle de nombreux dégâts et sa construction n'est réellement achevée qu'au début du XIVe siècle,.
Au XIVe siècle, des tours étaient disposées de part et d'autre du pont du côté de la rue de la Barre, un droit de passage ("barrage") ayant été décrété par le roi en 1409. Du côté du faubourg de la Guillotière, une tour munie d'un pont-levis se dressait jusqu'en 1818. Ces bâtiments rendaient le passage difficile sur un pont déjà soumis aux courants rapides du Rhône et aux réparations successives qui lui furent apportées.

### Troisième pont  (XVIesiècle)
À partir de 1558, la Ville de Lyon décide de supprimer le pont en bois et de bâtir un pont en pierre homogène d'une rive à l'autre.
Entre les 2 et 4 décembre 1570, trois arches et deux piles du pont sont emportées lors d'une violente crue du Rhône. Les travaux de reconstruction vont durer de mai 1579 à mai 1582.

En 1661, on achève la construction en pierre du pont.

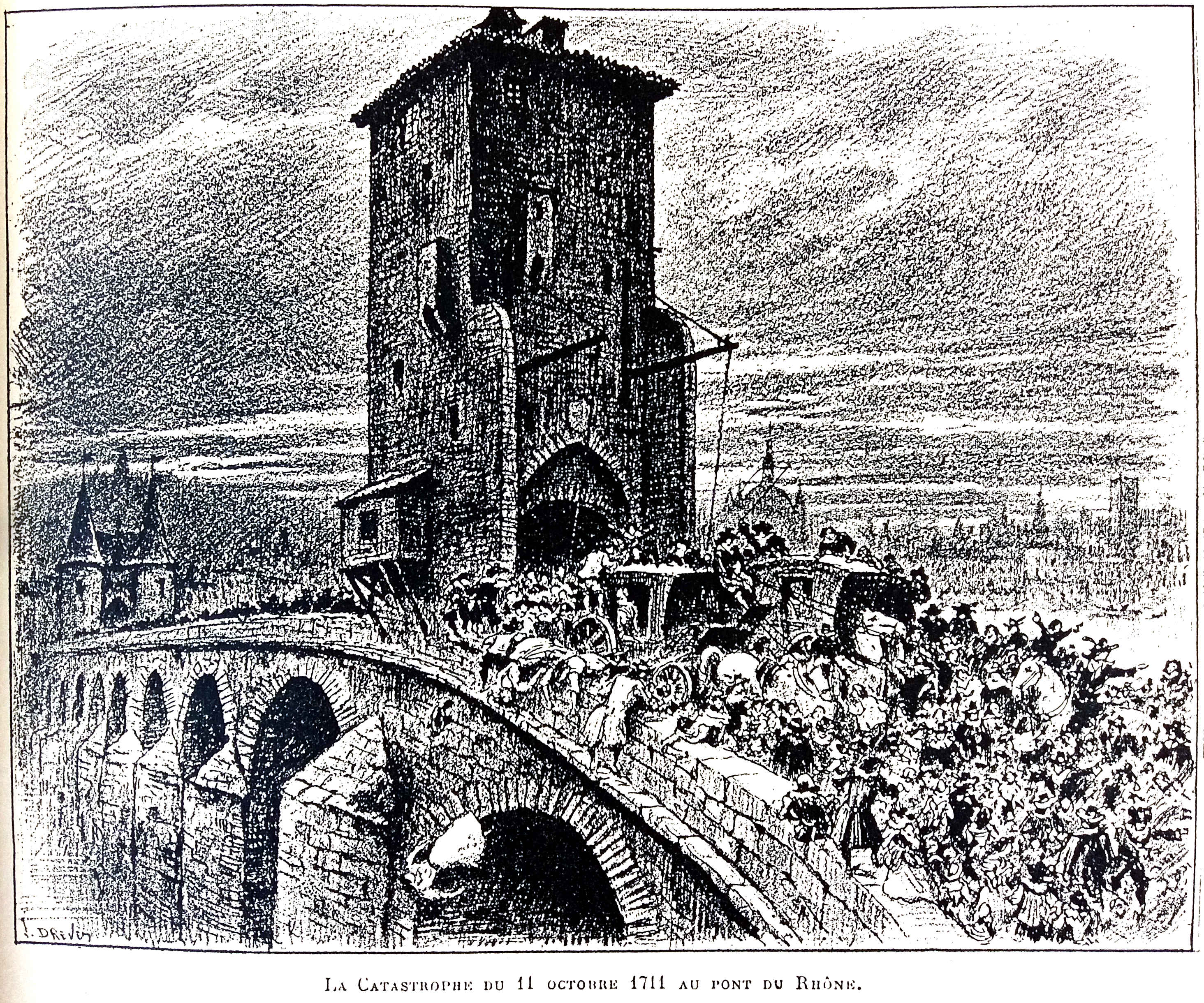
Illustration de la catastrophe de 1711.

Le 11 octobre 1711, le pont est le lieu d'une tragédie, appelée « bousculade du pont de la Guillotière » ou « tumulte du pont du Rhosne ». La vogue de saint Denis à Bron génère un fort flux sur le pont, qui a l'époque à Lyon était le seul pour traverser le Rhône et fermait la nuit, un accrochage entre le carrosse de Catherine de Servient et un charroi bloque le passage sur le pont. La foule s'écrase contre cet obstacle. On dénombre 241 victimes, dont 25 noyés et 216 personnes mortes écrasées contre la barricade.
En 1771, la chapelle du Saint-Esprit, édifiée à l'entrée du pont, côté ouest, est démolie. L'année suivante, la construction du quai Monsieur entraine la suppression de deux arches afin d'adoucir la pente de la chaussée entre le pont et la rue de la Barre.
Des travaux réalisés sur la rive gauche par Combalot et Cavenne entraînent l'ensevelissement de sept arches, une en 1815, puis six en 1833. En 1859, deux arches sont supprimées afin de construire les quais de la rive gauche. Ceci explique l'anomalie lyonnaise qui fait qu'on appelle place du Pont (place Gabriel-Péri depuis 1947) une place qui est à une centaine de mètres du début du pont. 

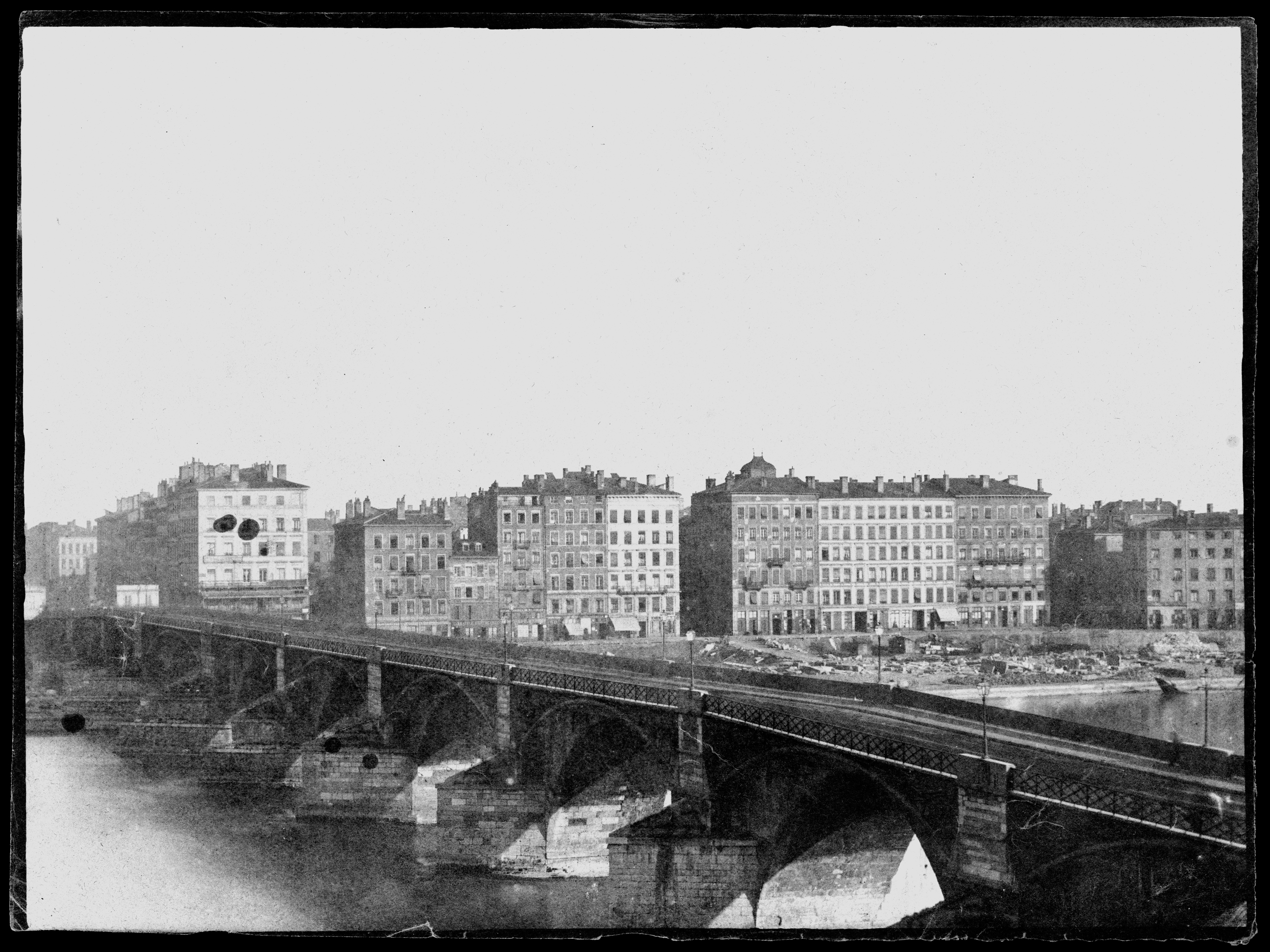
Le pont de la Guillotière en 1857, par René Félix Baumers.

Lors de la retraite de l'armée allemande en septembre 1944, une arche du pont est dynamitée. 

### Détails sur les anciens ponts
Le pont du Moyen Âge reposait sur une forêt de pieux en chêne, qui ont compliqué le percement du tunnel du métro, dans les années 1980. 
Les pierres issues de la démolition de 1952 comportaient des fragments antiques, portant des épitaphes et des dédicaces en latin, provenant de la récupération faite sur les monuments en amont par les bâtisseurs du Moyen Âge. Elles sont conservées au musée gallo-romain de Fourvière.

### Le pont actuel (1958)
La décision de démolir l'ancien pont est prise en 1952. Il s'agit de le remplacer par un ouvrage plus large doté d'une structure métallique. 
La construction commence avant même la démolition de l'ancien pont, qui a lieu en 1953. 
Le nouveau pont est ouvert à la circulation le 21 février 1958.

## Galerie

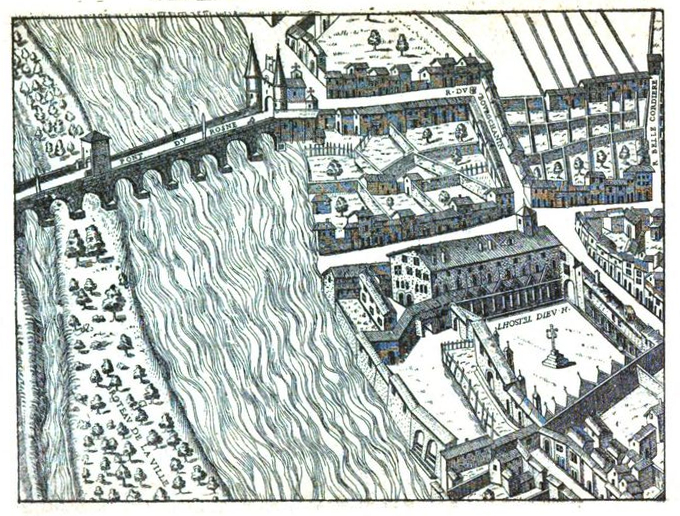
Le pont du Rhône au 16e siècle, aujourd’hui pont de la Guillotière.
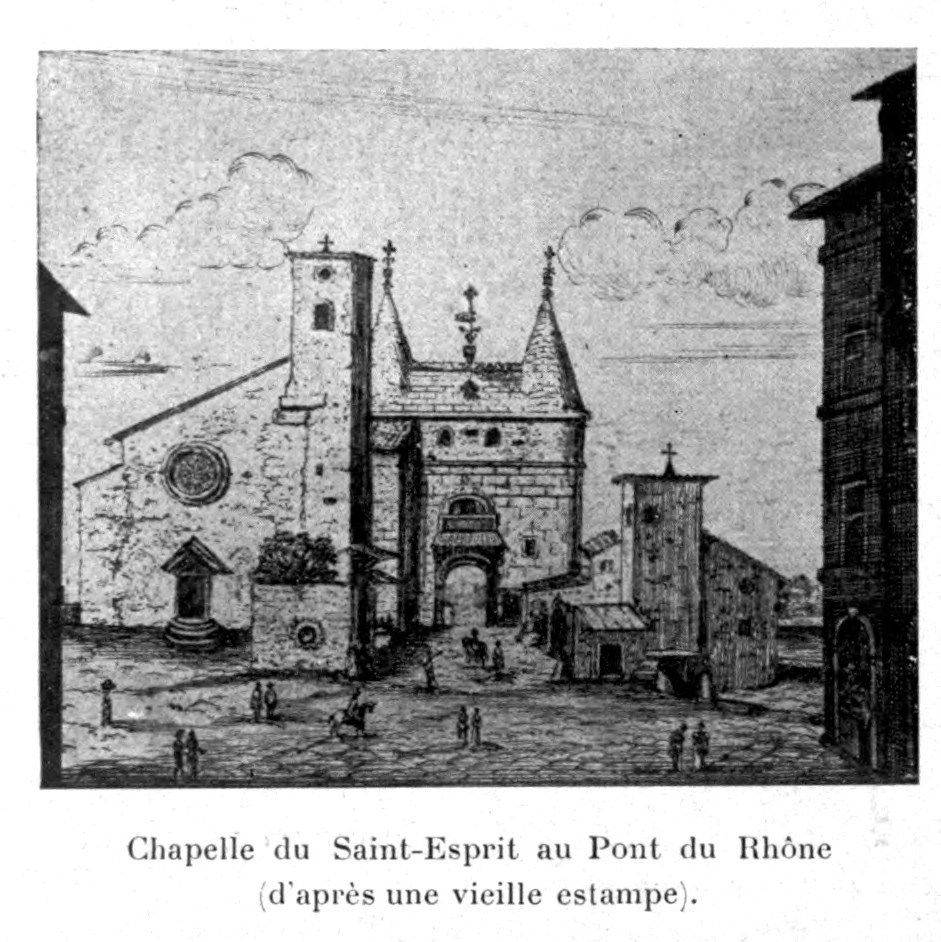
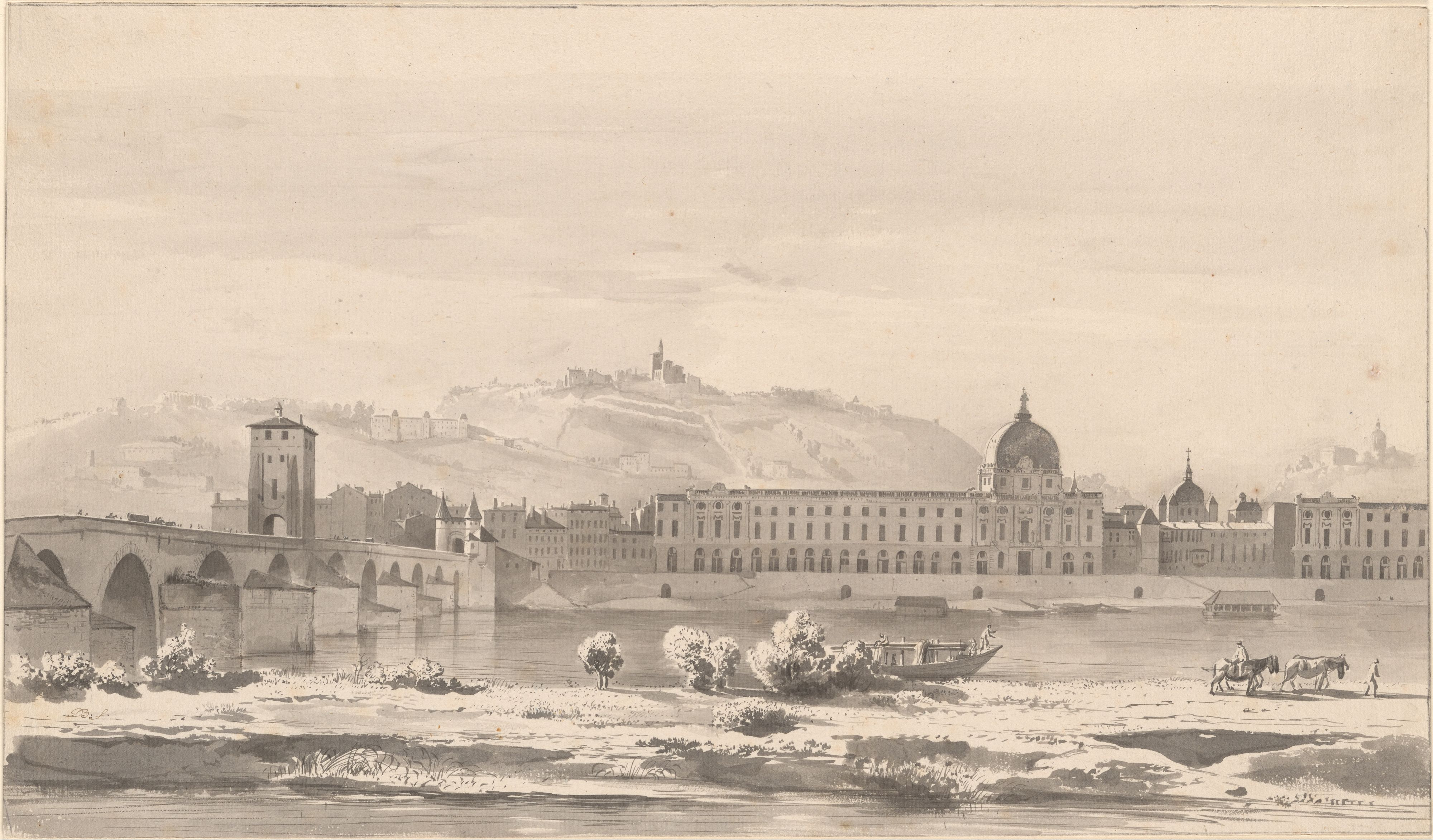
Le pont et l'Hôtel-Dieu en 1768. Lavis d’encre de Chine de Jean-Jacques de Boissieu.
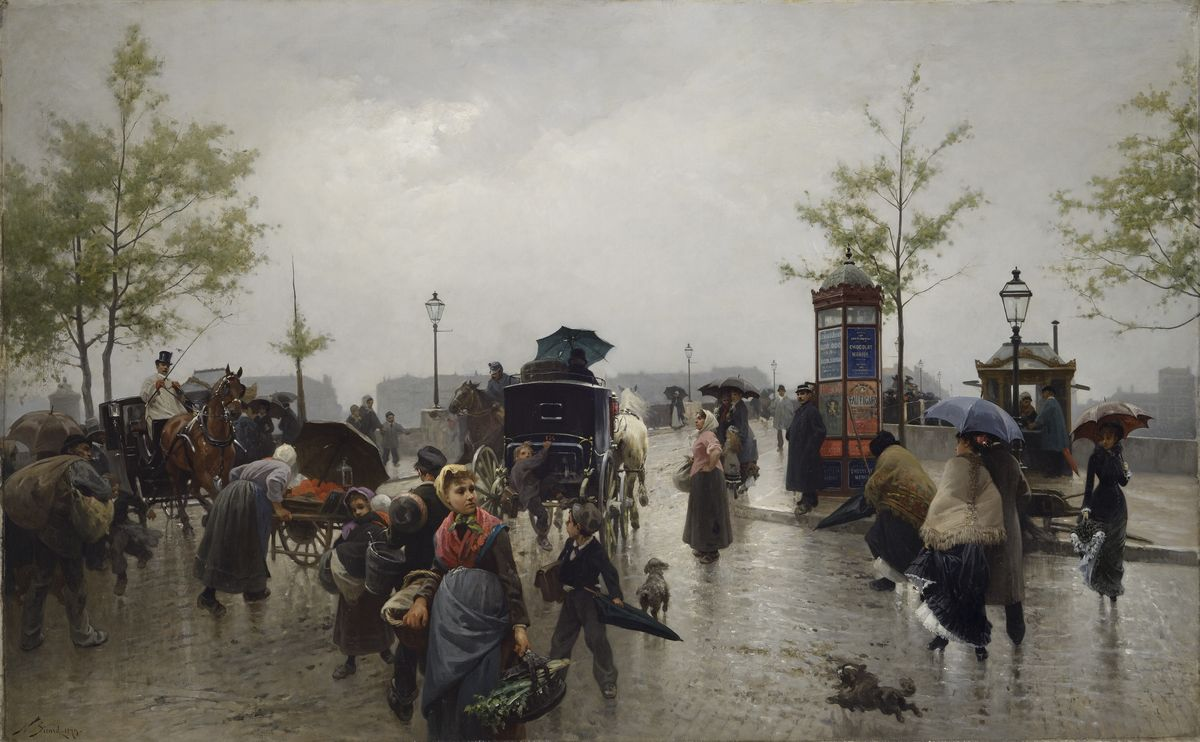